# Jeralijev
Jeralijev (ryska: Ералиев, kazakiska: Quryq) är en ort i Kazakstan. Den ligger i oblystet Mangghystau, i den västra delen av landet, 1 700 km sydväst om huvudstaden Astana. Antalet invånare är 11 836.
Terrängen runt Jeralijev är platt.